# Jadwigów (Włoszczowa)
Pour les articles homonymes, voir Jadwigów.
Jadwigów est une localité polonaise de la gmina de Moskorzew, située dans le powiat de Włoszczowa en voïvodie de Sainte-Croix.